# Culicoides cavaticus
Culicoides cavaticus är en tvåvingeart som beskrevs av Wirth och Jones 1956. Culicoides cavaticus ingår i släktet Culicoides och familjen svidknott. Inga underarter finns listade i Catalogue of Life.